# Blur
Blur es una banda de rock británica formada en Londres en 1988. Está formada por el cantante Damon Albarn, el guitarrista Graham Coxon, el bajista Alex James y el baterista Dave Rowntree. Su álbum debut, Leisure (1991), incorporó los sonidos del madchester y el shoegazing. Tras un cambio estilístico influenciado por bandas pop británicas como The Kinks, The Beatles y XTC, Blur lanzó Modern Life Is Rubbish (1993), Parklife (1994) y The Great Escape (1995). Como resultado, la banda ayudó a popularizar el género del britpop y logró una gran fama en el Reino Unido, con la ayuda de una batalla mediática y en las listas de éxitos con la banda rival Oasis en 1995 denominada «La batalla del britpop».
El quinto álbum homónimo, Blur (1997), vio otro cambio estilístico, influenciado por los estilos lo-fi de grupos indie rock estadounidenses, y se convirtió en su tercer álbum que encabezó las listas de éxitos del Reino Unido. Su sencillo «Song 2» trajo a la banda el éxito principal en los Estados Unidos por primera vez. Su siguiente álbum, 13 (1999), vio a la banda experimentar con música electrónica y góspel, y presentó letras más personales de Albarn, donde relata su lucha contra la adicción a la heroína y su ruptura con su exnovia Justine Frischmann, cantante de la banda Elastica. Su séptimo álbum, Think Tank (2003), continuó su experimentación con sonidos electrónicos y también fue moldeado por el creciente interés de Albarn en el hip hop y la música mundial, presentando un trabajo de guitarra más minimalista. Coxon dejó la banda durante las primeras sesiones de grabación de Think Tank, y Blur se disolvió durante varios años después del final de la gira asociada del álbum, con los miembros involucrados en otros proyectos.
En 2009, Blur se reunió con Coxon en la banda y se embarcó en una gira de reunión europea. En los años siguientes, lanzaron varios sencillos y compilaciones y realizaron giras internacionales. En 2012, recibieron un Brit Award por Contribución a la Industria Musical. Su octavo álbum, The Magic Whip (2015), fue el sexto consecutivo de Blur en encabezar la UK Albums Chart. El grupo estuvo en pausa desde el The Magic Whip Tour, pero en 2023 se reunieron para presentarse en varias fechas en vivo, junto con el lanzamiento de su noveno álbum de estudio The Ballad of Darren.

## Historia

### 1988-1991: formación yLeisure

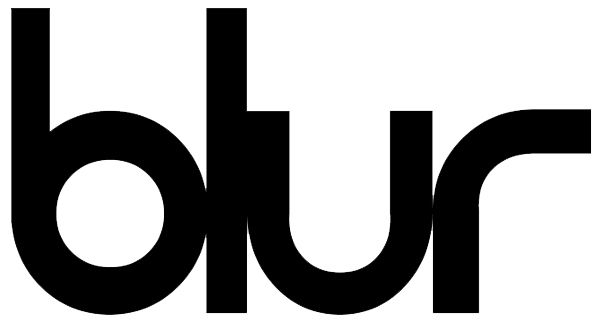
Después de que Food rechazara su nombre original, la banda eligió Blur de una lista de alternativas que elaboró el sello

Damon Albarn se matriculó en un curso de música a tiempo parcial en el Goldsmiths College de Londres en 1988, alegando que su única intención era obtener acceso a la barra del sindicato de estudiantes. Blur se formó en diciembre de 1988 cuando el bajista Alex James se unió a la banda de Albarn, Circus, y cambiaron el nombre a Seymour, inspirados en el libro de J. D. Salinger Seymour: An Introduction. Ya en la banda estaba el baterista Dave Rowntree, quien se había unido en octubre y el guitarrista Graham Coxon, amigo de la infancia de Albarn de Essex que estudiaba en el Goldsmiths College de Londres junto con Albarn y James. El grupo actuó en vivo por primera vez a mediados de 1989 en el cobertizo de mercancías del Museo del Ferrocarril de East Anglian en Chappel & Wakes Colne. En noviembre el representante de Food Records, Andy Ross, asistió a una presentación de Seymour quien convenció al grupo para trabajar con su sello. La única preocupación que tenían Ross y Food era que no les gustaba el nombre de la banda ya que según ellos sonaba muy «anticomercial». Food elaboró una lista de alternativas de la que el grupo decidió Blur. El sello finalmente firmó con la banda recién bautizada en marzo de 1990. De marzo a julio de 1990 el grupo realizó una gira por Gran Bretaña, componiendo nuevas canciones.
En octubre de 1990 después de que terminó su gira se lanzó el sencillo «She's So High», que alcanzó el número 48 en la UK Singles Chart. Cuando se lanzó generó polémica su portada, que mucha gente la calificó de «sexista», ya que muestra a una mujer desnuda montada en un hipopótamo. Los integrantes tuvieron problemas para crear un nuevo sencillo, pero progresaron cuando conocieron al productor Stephen Street. El lanzamiento del sencillo resultante, «There's No Other Way», se convirtió en un éxito, alcanzando el número 8. Como resultado del éxito del sencillo los miembros de la banda fueron aceptados en un grupo de bandas que frecuentaban el club Syndrome en Londres llamado The Scene That Celebrates Itself. NME escribió en 1991: «Blur es la cara bonita aceptable de todo un grupo de bandas que han surgido desde que todo el asunto de Manchester empezó a perder fuerza». El tercer sencillo, «Bang», tuvo un desempeño relativamente decepcionante, alcanzando sólo el número 24. Andy Ross y el propietario de Food David Balfe estaban convencidos de que el mejor curso de acción de Blur era seguir obteniendo influencia del movimiento madchester. Aunque el álbum resultante, Leisure (1991), alcanzó el puesto número siete en la UK Albums Chart y haya recibido una certificación de oro por la BPI recibió críticas mixtas, y según el periodista John Harris, «[el álbum] no podía quitarse el olor del anticlímax».

### 1992-1995: años delbritpop
Después de perder más de 40 000 libras esterlinas en sus cuentas, descubrieron que tenían una deuda de 60 000 por parte de Food Records; sin embargo, realizaron una gira por los Estados Unidos en 1992 en un intento por recuperar sus pérdidas financieras. Lanzaron el sencillo «Popscene» para coincidir con el inicio de la gira Rollercoaster. Cuando se lanzó ya se apreciaba un cierto cambio en los planteamientos de la banda en comparación de su álbum anterior. Stephen Thomas Erlewine comentó que es «una ráfaga de guitarras punk, hooks pop de los sesenta, trompetas británicas estridentes, furia controlada y humor posmoderno». Sin embargo, después de su lanzamiento sólo se ubicó en el número 32. «Sentimos que “Popscene” fue un gran cambio; una canción muy, muy inglesa», dijo Albarn a la NME en 1993, «Pero eso molestó a mucha gente ... nos arriesgamos para perseguir este ideal inglés y nadie estaba interesado». Como resultado del mediocre concierto promocional del sencillo, los planes para publicar un sencillo llamado «Never Clever» fueron descartados y el trabajo en el segundo álbum de estudio fue rechazado por Balfe.
Durante la gira estadounidense de dos meses los integrantes se volvieron cada vez más infelices a menudo desahogando sus frustraciones entre sí, lo que llevó a varias confrontaciones físicas. Extrañaban su hogar; Albarn dijo: «Empecé a extrañar cosas realmente simples ... extrañaba todo lo relacionado con Inglaterra, así que comencé a escribir canciones que crearan una atmósfera inglesa».
Tras el regreso a Gran Bretaña los miembros —Albarn en particular— estaban molestos por el éxito que el grupo rival Suede había logrado mientras estaban fuera, que se habían convertido en los reyes de la escena britpop. Después de una mala presentación en un concierto de 1992 que contó con un set bien recibido por Suede en el mismo cartel, estaban en peligro de ser despedidos por Food. En ese momento habían experimentado un cambio ideológico y de imagen destinado a celebrar su herencia inglesa en contraste con la popularidad de bandas grunge estadounidenses como Nirvana. Aunque escéptico del nuevo manifiesto de Albarn para Blur, Balfe dio su consentimiento para que la banda eligiera a Andy Partridge —de XTC— para producir su continuación de Leisure. Las sesiones con Partridge resultaron insatisfactorias pero una reunión casual con Stephen Street hizo que regresara para producir el grupo.
Completaron su segundo álbum, Modern Life Is Rubbish, en diciembre de 1992, pero Food Records dijo que requería más sencillos de éxito potencial y les pidió que regresaran al estudio por segunda vez. Ellos obedecieron y Albarn escribió «For Tomorrow», que se convirtió en el sencillo principal del álbum. «For Tomorrow» obtuvo un éxito menor, alcanzando el número 28 en la UK Singles Chart.El disco se lanzó en mayo de 1993. El anuncio del lanzamiento del álbum incluyó una foto de prensa que mostraba al grupo vestidos con una mezcla de vestimenta mod y skinhead, posando junto a un mastín con las palabras «British Image 1» pintadas con aerosol detrás de ellos. En ese momento, la prensa musical británica consideraba que tales imágenes eran nacionalistas y racialmente insensibles; para calmar las preocupaciones, publicaron la foto de «British Image 2», que era «una nueva puesta en escena de una fiesta de té aristocrática de antes de la guerra». El álbum alcanzó el puesto 15 en la UK Albums Chart, pero no logró entrar en el Billboard 200 de Estados Unidos, vendiendo sólo 19 000 copias allí.
En 1994 lanzaron su tercer álbum de estudio Parklife. El primer sencillo, el influenciado por la música disco «Girls & Boys», obtuvo el favor de BBC Radio 1 y alcanzó el puesto número 5 en la UK Singles Chart, y el número 59 en Estados Unidos en el Billboard Hot 100, donde sigue siendo el sencillo de mayor éxito. Después tuvieron una cadena de éxitos, incluyendo la balada «To the End» y el himno mod «Parklife», que contaba con la colaboración en forma de narración del actor británico Phil Daniels, la estrella de la versión en película de Quadrophenia de The Who. Parklife entró en la lista británica en el número uno y permaneció en la lista de álbumes durante noventa semanas. Recibido con entusiasmo por la prensa musical, la NME lo llamó «un gran disco pop ... más grande, más audaz, más narco y más divertido [que Modern Life Is Rubbish]». Parklife es considerado uno de los álbumes definitorios del britpop. Ganaron cuatro premios en los Brit Awards de 1995, incluyendo mejor banda y mejor álbum por Parklife. Coxon luego señaló a Parklife como el momento en el que «[Blur] pasó de ser considerada como una banda artística alternativa a esta increíble nueva sensación del pop». En 2015, Spin incluyó el álbum en el puesto 171 de su lista de los 300 mejores álbumes de 1985-2014. En el año siguiente a su lanzamiento, el álbum sería uno de los que definirían la emergente escena del britpop, junto con el álbum Definitely Maybe de sus futuros rivales Oasis. El britpop también sería el cimiento para el amplio movimiento Cool Britannia. Desde entonces, Parklife ha adquirido un significado cultural por encima y más allá de sus considerables ventas y críticas positivas, concretando su estatus como punto de referencia de la música rock británica. Albarn comentó en la revista Vox en noviembre de 1994:

«Nadie había escrito nada sobre Inglaterra desde lo que Madness hicieron. Creí que era obvio que la prensa y la gente se hartaría de América. Nosotros también lo estábamos».
Damon Albarn

El álbum iba a ser titulado London y la carátula iba a ser un carro de frutas y verduras. El líder de la banda declaró a modo de broma: «Esa fue la última vez que Balfe iba, de alguna forma, a prever cualquier decisión o proceso creativo con nosotros, y esa fue su contribución final: llamarlo London». Con el éxito de Parklife Blur abrió la puerta a muchas bandas británicas que dominaron la cultura pop británica a mediados de los años noventa y que ha sido etiquetado como britpop. Elastica, Pulp, Supergrass, Echobelly, Mansun, Suede, Oasis y otras numerosas se beneficiaron del éxito de la banda. A comienzos del año 1995 Parklife se convirtió en un disco triple platino. Comenzaron a trabajar en su cuarto álbum The Great Escape a principios de 1995. Sobre la base de los dos álbumes anteriores de la banda, las letras de Albarn para el álbum consistían en varias narraciones en tercera persona. Alex James reflexionó: «Todo era más elaborado, más orquestal, más teatral, y las letras eran aún más retorcidas ... todo eran personajes disfuncionales e inadaptados jodiendo».
El lanzamiento del sencillo principal del álbum «Country House» jugó un papel en la rivalidad pública del grupo con la banda de Mánchester Oasis denominada «La batalla del britpop». En parte debido a los crecientes antagonismos entre los grupos, Blur y Oasis lanzaron sus nuevos sencillos en el mismo día, un evento de la NME llamado «The British Heavyweight Championship». El debate sobre qué banda encabezaría la lista británica de sencillos se convirtió en un fenómeno mediático y Albarn apareció en el News at Ten. Al final de la semana «Country House» vendió más que «Roll With It» de Oasis, en 274 000 copias a 216 000, convirtiéndose en la primera en llegar al número uno.
The Great Escape, que Albarn le dijo al público que era la última entrega de la trilogía «Life Trilogy» de la banda, fue lanzado el 11 de septiembre de 1995 con críticas positivas. NME lo aclamó como «espectacularmente logrado, suntuoso, conmovedor e inspirador», mientras que la revista Mojo argumentó «Blur es lo mejor que el 95' tiene para ofrecer y este es un sonido muy digno, completo con melodías pegadizas y palabras muy divertidas». Entrando en la lista del Reino Unido en el número 1 el álbum vendió casi medio millón de copias en su primer mes de venta. Sin embargo, la opinión cambió rápidamente y los integrantes se encontraron una vez más en desgracia con los medios de comunicación. Tras el éxito mundial de Oasis con su álbum (What's the Story) Morning Glory? —que fue cuádruple platino en los Estados Unidos— los medios bromearon diciendo: «[Blur] terminó ganando la batalla pero perdiendo la guerra». La banda pasó a ser percibida como una «banda de pop de clase media inauténtica» en comparación con los «héroes de la clase trabajadora» de Oasis, que según Albarn lo hacía sentir «estúpido y confundido». Alex James más tarde resumió: «Después de ser el héroe del pueblo, Damon fue el pinchazo del pueblo durante un breve período ... básicamente, ha sido un perdedor, muy públicamente».

### 1996-2000: reinvención después delbritpop
Una entrevista a principios de 1996 con la revista Q reveló que las relaciones entre los miembros se habían vuelto muy tensas; el periodista Adrian Deevoy escribió que los encontró «al borde de una crisis nerviosa». Coxon en particular comenzó a resentir a sus compañeros: James por su estilo de vida playboy y Albarn por su control sobre la dirección musical y la imagen pública del grupo. El guitarrista luchó con problemas con el alcoholismo y, en un rechazo a la estética del britpop del grupo, hizo hincapié en escuchar bandas de rock alternativo estadounidenses ruidosas como Pavement. En febrero de 1996 cuando Coxon y James estuvieron ausentes para una actuación sincronizada con los labios transmitida por la televisión italiana, fueron reemplazados por un recorte de cartón y un roadie respectivamente. El biógrafo del grupo Stuart Maconie escribió más tarde que en ese momento «Los de Blur se cosían de manera muy incómoda».
Aunque lo había rechazado anteriormente Albarn llegó a apreciar los gustos de Coxon en la música lo-fi y underground y reconoció la necesidad de cambiar significativamente la dirección musical una vez más. «Puedo sentarme al piano y escribir brillantes canciones pop durante todo el día, pero tienes que seguir adelante» dijo. Posteriormente se acercó a Street y abogó por un sonido más sencillo en el próximo disco de la banda. Coxon, reconociendo su propia necesidad personal de —como dijo Rowntree— «trabajar en esta banda», escribió una carta al líder de la banda describiendo su deseo de que su música «asustara a la gente de nuevo». Después de las sesiones iniciales en Londres, la banda se ha ido a grabar el resto del álbum en Islandia lejos de la escena del britpop. El resultado fue Blur el quinto y homónimo álbum de estudio lanzado el 10 de febrero de 1997. Aunque la prensa musical predijo que la experimentación sonora de baja fidelidad alienaría a la base de fanes adolescentes de la agrupación, generalmente aplaudieron el esfuerzo. Señalando letras como «Look Inside America» y el «guiño obligatorio de Albarn a Beck [y la promoción del] nuevo álbum de Pavement como si se les pagara por hacerlo», los críticos sintieron que la banda había llegado aceptar los valores estadounidenses durante este tiempo, un cambio radical de su actitud durante los años del britpop. A pesar de los gritos de «suicidio comercial», el álbum y su primer sencillo «Beetlebum» debutó en el número uno en el Reino Unido. Aunque el álbum no pudo igualar las ventas de sus predecesores en Gran Bretaña internacionalmente Blur tuvo más éxito. En los Estados Unidos el álbum recibió fuertes críticas, alcanzó el puesto 61 en el Billboard 200 y obtuvo la certificación de oro. El sencillo «Song 2» del álbum también fue popular en la radio alcanzando el número seis en la lista Modern Rock. Después de obtener la licencia para su uso en varios medios como bandas sonoras, anuncios y programas de televisión, «Song 2» se convirtió en su canción más reconocible en Estados Unidos. Después del éxito de Blur se embarcaron en una gira mundial de nueve meses.
En febrero de 1998, unos meses después de completar la gira, lanzaron Bustin' + Dronin' para el mercado japonés. El álbum es una colección de canciones de Blur editadas por artistas como Thurston Moore —de Sonic Youth—, William Orbit y el DJ estadounidense Moby. Entre las pistas quedaron más impresionados por el esfuerzo de Orbit y lo reclutó para reemplazar a Street como productor de su próximo álbum, citando la necesidad de abordar el proceso de grabación desde una nueva perspectiva.

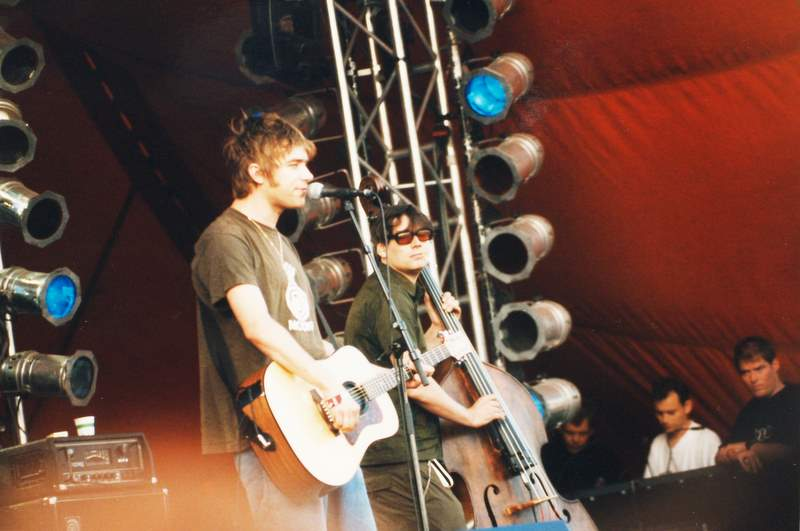
Damon Albarn en el festival Roskilde en 1999

Lanzado en marzo de 1999, el sexto álbum de estudio 13, los vio alejarse aún más de su actitud y sonido de la era del britpop. El estilo de producción de Orbit permitió más improvisaciones e incorporó una «variedad de emociones, atmósferas, palabras y sonidos» en la mezcla. 13 ha sido dominado creativamente por Coxon a quien «simplemente se le permitió hacer lo que quisiera, sin editar» por Orbit. Las letras del vocalista, más sentidas, personales e íntimas que en ocasiones anteriores, reflejan su ruptura con la líder de la banda Elastica Justine Frischmann, su compañera durante ocho años. El álbum recibió críticas generalmente favorables de la prensa. Mientras que Q lo llamó «un álbum de art rock denso, fascinante, idiosincrásico y logrado», la NME consideró que era inconsistente y «(al menos) un cuarto de hora de más». 13 debutó en la cima de la lista británica permaneciendo en esa posición durante dos semanas. El sencillo principal del álbum, el basado en el góspel «Tender», se abrió en el segundo lugar de las listas de éxitos. Después de «Coffee & TV», el primer sencillo que presenta a Coxon en la voz principal, que solo alcanzó el número 11 en el Reino Unido, el gerente Chris Morrison exigió una repetición de la lista debido a lo que consideró un error de cálculo de ventas.
En julio de 1999 en celebración de su décimo aniversario lanzaron al mercado la caja recopilatoria The 10 Year Limited Edition Anniversary Box Set. La gira acompañante vio al grupo tocar los lados A de los 22 sencillos en su orden cronológico de lanzamiento. En octubre de 2000 el grupo lanzó la compilación Blur: The Best Of que debutó en el número tres en el Reino Unido y recibió la certificación cuádruple de platino por 1 200 000 copias enviadas. Descartado por la banda como «el primer disco que hemos visto como producto», la lista de canciones y las fechas de lanzamiento de Blur: The Best Of se determinaron sobre la base de investigación de mercado y grupos focales realizados por el sello discográfico EMI. Para entonces habían rechazado en gran medida los optimistas sencillos pop de la era del britpop y favorecía el trabajo más artístico y experimental en Blur y 13. En una reseña por NME, Steve Sutherland criticó el «absoluto desprecio» de la banda por su trabajo anterior; «el hecho de que estas canciones los avergonzaran una vez que empezaron a escuchar a los críticos y se retiraron heridos de la batalla de grandes ventas con Oasis no significa que seamos idiotas para amarlos».

### 2001-2007: salida de Graham Coxon,Think Tanky hiato

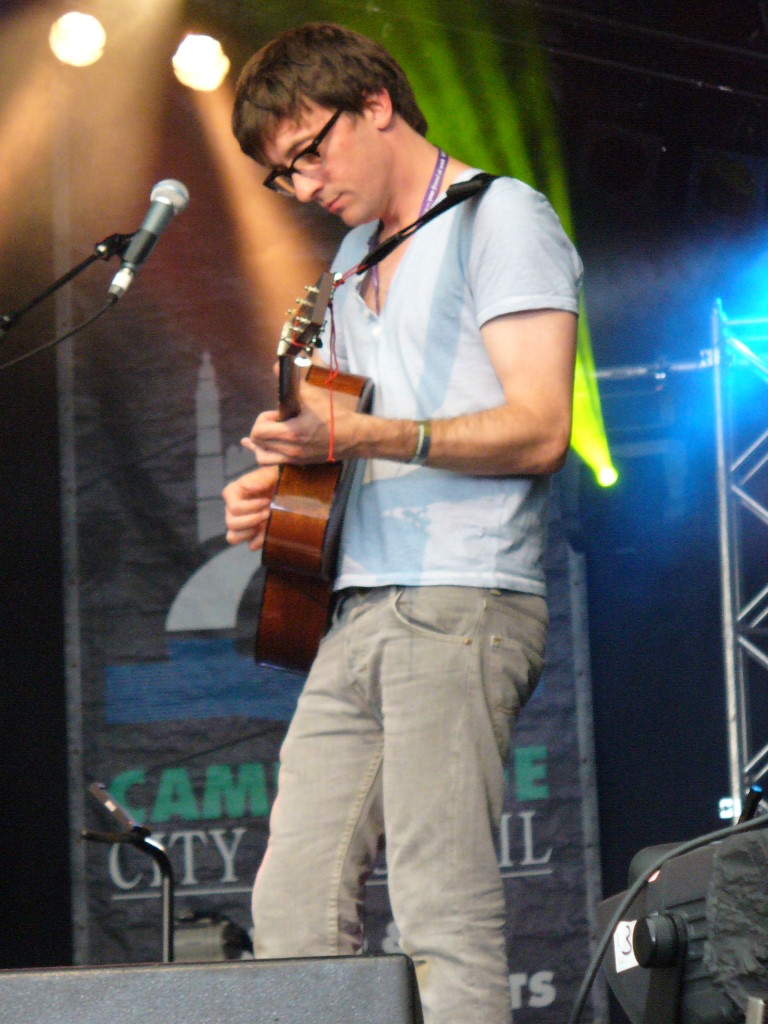
Graham Coxon dejó la banda en 2002 debido a problemas con el alcohol y la depresión

Después de 13 y las giras posteriores entre 1999 y 2001 los integrantes siguieron otros proyectos. Graham Coxon grabó una serie de álbumes en solitario mientras que Damon Albarn dedicó su tiempo a Gorillaz, la banda animada que había creado con Jamie Hewlett. Alex James trabajó con Fat Les y coescribió varias canciones con Sophie Ellis-Bextor y Marianne Faithfull.
La grabación del próximo álbum de estudio comenzó en Londres en noviembre de 2000 pero el trabajo concertado comenzó en junio de 2001 y las sesiones se trasladaron a Marrakech (Marruecos) poco después y luego a Devon en el Reino Unido. Posteriormente de que comenzaran las sesiones, Coxon dejó el grupo. Dijo que «no había pleitos» y «[la banda] acaba de reconocer la sensación de que necesitábamos algo de tiempo separados». Antes de que se publicara el álbum publicaron un nuevo sencillo, «Don't Bomb When You Are the Bomb» como una versión muy limitada de etiqueta en blanco. La canción es en gran parte electrónica y se usó como protesta contra la guerra en el Medio Oriente. Sin embargo, Albarn intentó calmar los temores de los fanáticos de que el álbum fuera electrónico al brindarles garantías de que el nuevo álbum de estudio sería «un disco roquero», y también dijo que tiene «muchas canciones pop finamente elaboradas». A principios de 2002 grabaron una canción que sería reproducida por el módulo de aterrizaje de la Agencia Espacial Europea Beagle 2 una vez que aterrizara; sin embargo, los intentos de localizar la sonda después de que aterrizó en Marte fueron infructuosos.
Think Tank, lanzado en mayo de 2003, estaba lleno de sonidos atmosféricos, inquietantes sonidos electrónicos, con líneas de guitarra más simples interpretadas por Albarn y en gran medida en otros instrumentos para reemplazar a Coxon. La ausencia del guitarrista también significó que Think Tank fue escrito casi en su totalidad por el líder de la banda. Su sonido ha sido visto como un testimonio del creciente interés de Albarn en África y la música de Oriente Medio y de su completo control sobre la dirección creativa del grupo. Think Tank logró ser otro número uno del Reino Unido y logró la posición más alta de Blur en Estados Unidos, el número 56. También fue nominado a mejor álbum en los Brit Awards 2004. Hicieron una gira exitosa en 2003 con el exguitarrista de The Verve Simon Tong, reemplazando a Coxon.
En 2005 XFM News informó que grabarían un EP y negó que contrataran a un guitarrista de reemplazo para Coxon. También hubo algunas grabaciones abortadas realizadas en 2005. En general mantuvieron un perfil bajo y no hizo trabajos de estudio o giras como trío. Después de que Coxon se descongeló significativamente sobre el tema de volver a unirse en 2007 anunciaron que se reunirían y que tenían la intención de grabar juntos primero en agosto, y la fecha se pospuso luego a septiembre y luego a octubre. Aunque finalmente se reunieron en octubre, publicaron en su sitio web que solo se habían «reunido para un almuerzo agradable» y que no había «otros planes musicales para Blur».

### 2008-2015: presentaciones de reunión
En diciembre de 2008 anunciaron que se reunirían para un concierto en el Hyde Park de Londres el 3 de julio de 2009. Días después agregaron una segunda fecha, para el 2 de julio. También se anunció una serie de espectáculos de vista previa en junio que finalizarán en el estadio Manchester Evening News el día 26. Todos los programas fueron bien recibidos; el crítico musical de The Guardian Alexis Petridis le dio a su actuación en Goldsmiths College un total de cinco estrellas y escribió «La música de Blur parece haberse potenciado con el paso de los años ... suenan ambos más frenéticos y punky y más matizados y exploratorios de lo que lo hicieron en el apogeo de su fama». Encabezaron el Festival de Glastonbury el 28 de junio, donde tocaron por primera vez desde su primer lugar en 1998. Las críticas de la actuación de Glastonbury fueron entusiastas; The Guardian los llamó «los mejores titulares de Glastonbury en una época». Lanzaron su segundo álbum de grandes éxitos, Midlife: A Beginner's Guide to Blur, en junio de 2009.
También encabezaron otros festivales de verano incluido Oxegen 2009 en Irlanda y el espectáculo al aire libre escocés de T in the Park. Su espacio para titulares de T in the Park se puso en peligro después de que Graham Coxon lo ingresasen en el hospital con una intoxicación alimentaria. Al final, la banda tocó, aunque una hora y media después de la fecha programada para aparecer. Después de la finalización de las fechas de reunión, James dijo que el grupo no había discutido más planes, y Albarn le dijo a Q poco después que no tenían intenciones de grabar o hacer giras nuevamente. Dijo: «Simplemente no puedo hacerlo más», y explicó que la principal motivación para participar en la reunión era reparar su relación con Coxon, en la que tuvo éxito. Coxon también dijo que no se planeó más actividad, y le dijo a NME en septiembre: «Estamos en contacto y decimos “Wotcha” y todo eso, pero no se ha mencionado nada sobre más programas o cualquier otra cosa».
En enero de 2010 se estrenó en los cines No Distance Left to Run, un documental sobre la banda y un mes después en formato DVD. En abril de 2010 se lanzó su primera grabación nueva desde 2003 «Fool's Day», para el evento Record Store Day como un disco de vinilo limitado a 1000 copias; más tarde se puso a disposición como descarga gratuita en su sitio web oficial. No Distance Left to Run fue nominado como Mejor video musical de formato largo para los 53rd Grammy Awards, la primera nominación al Grammy de Blur.
En febrero de 2012 recibieron el premio a la Contribución Destacada a la Música en los Brit Awards de 2012. Más tarde ese mes Albarn y Coxon estrenaron juntos una nueva canción en vivo, «Under the Westway». En abril anunciaron que en julio se lanzaría al mercado una caja recopilatoria titulada Blur 21 que contiene los siete álbumes de estudio, cuatro discos de rarezas inéditas y tres DVDs. También habían entrado en el estudio a principios de ese año para grabar material para un nuevo álbum, pero en mayo el productor William Orbit le dijo a NME que Albarn había detenido la grabación. En las páginas oficiales de Twitter y Facebook anunciaron que la banda publicaría dos sencillos «The Puritan» y «Under the Westway» el 2 de julio. Ese agosto encabezaron un espectáculo en Hyde Park para la Ceremonia de clausura de los Juegos Olímpicos de Verano de 2012. En 2013 actuaron en el Rock Werchter de Bélgica, fechas en español y portugués del festival Primavera Sound, y el Festival de Música y Arte de Coachella Valley en los Estados Unidos.

### 2015-2022:The Magic Whipy segundo hiato
En abril de 2015 publicaron su primer álbum de estudio después de doce años, The Magic Whip. Concebido durante cinco días en Hong Kong después de una gira por Japón cancelada en 2013, el álbum también se inspiró en la ciudad. «No tiene nada de pastoral» dijo Albarn, «es muy urbano». The Magic Whip también marca el regreso de Coxon, ausente en todos menos en una pista de Think Tank y Stephen Street, productor durante la era de britpop de la banda. Tras su lanzamiento, el disco fue recibido con aplausos tanto por la prensa musical como por los principales medios de comunicación. The Daily Telegraph, llamó a The Magic Whip, «que le otorgó al álbum un total de cinco estrellas, fue un regreso triunfal que conserva la identidad central de la banda al tiempo que permite que las ideas que habían fermentado por separado durante la última década infunden su sonido con nuevas combinaciones de sabores maduros y peculiares». La NME estuvo de acuerdo, diciendo que Blur era «una banda reunida haciendo música para competir con lo mejor de ellos». También fue un éxito comercial, convirtiéndose en el sexto álbum consecutivo desde Parklife (1994) en encabezar la lista británica. The Guardian también señaló que en ocasiones durante su primera semana de lanzamiento, The Magic Whip vendió «más que el resto de los cinco primeros juntos». Ese diciembre, New World Towers, un documental sobre el proceso de grabación de The Magic Whip, se estrenó en selectos teatros británicos. Posteriormente han estado en pausa una vez más desde la gira de 2015 promocionando The Magic Whip. En 2018 Albarn dijo que una reunión de Blur «nunca no es una posibilidad», y confesó que «odiaría pensar que nunca volvería a tocar con esos músicos». Se reunieron brevemente en marzo de 2019 para una actuación sorpresa en un evento organizado por Albarn llamado África Express en Londres, pero posteriormente no hicieron ningún concierto.

### 2023-presente: segunda reunión yThe Ballad of Darren

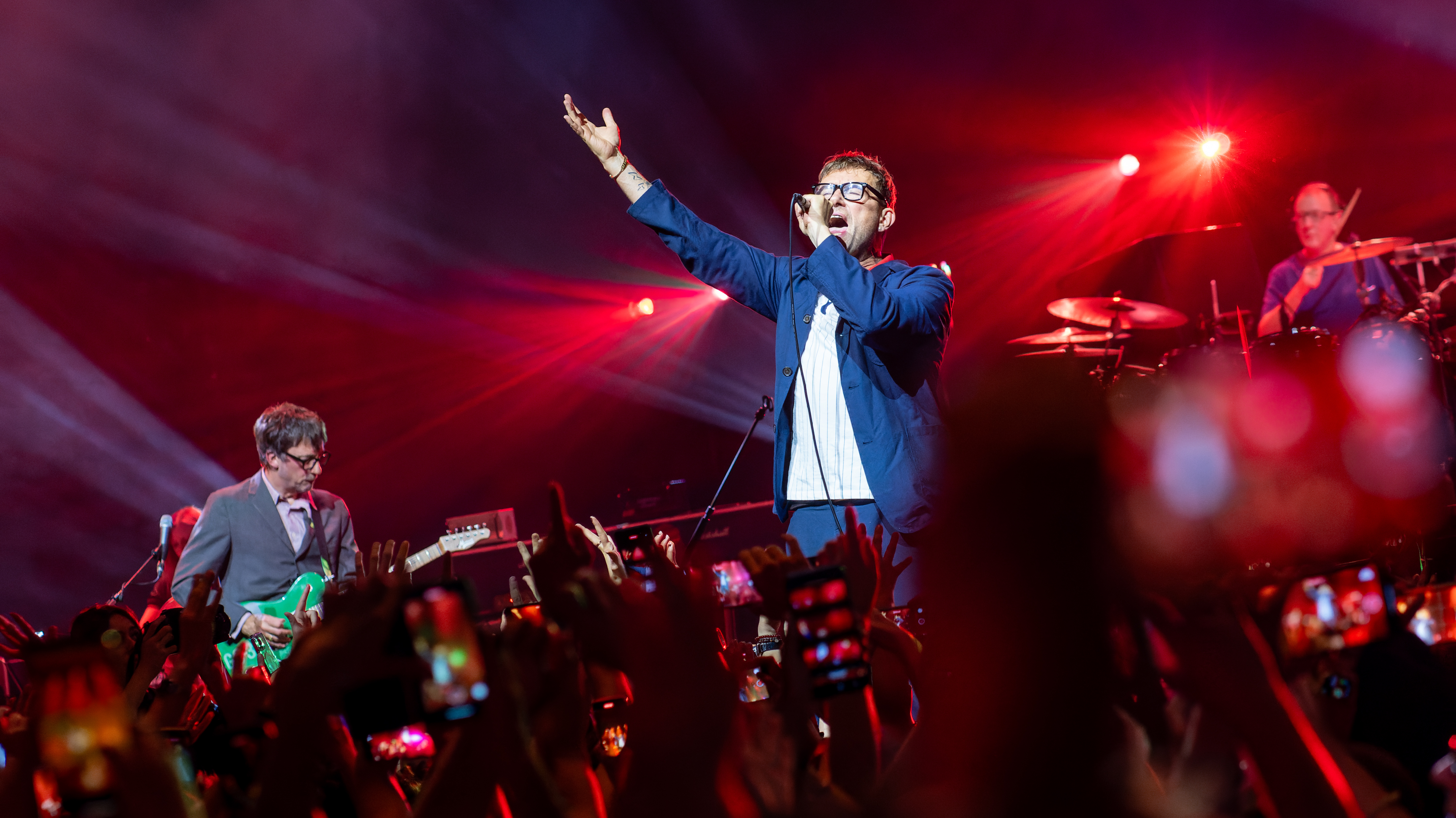
Blur en el Eventim Apollo, Hammersmith, el 25 de julio de 2023

El baterista Dave Rowntree afirmó en un tuit que la banda iba a buscar la forma de reunirse cuando la pandemia de COVID-19 terminase . En el semanario Music Week le preguntaron a Albarn si ya habían dado su último concierto, a lo que el respondió: «Espero que no. Amo esos conciertos, son geniales, pero no es algo que necesite hacer. Solamente lo hago por la felicidad que me dan. No puedo esperar para cantar “Parklife” otra vez». Mientras que Coxon en febrero de 2022 declaró a NME que la banda «siempre será capaz de reformarse» y «cuando llegue el momento y los astros estén alineados, siempre seremos capaces de hacer algo interesante».
El 14 de noviembre de 2022, Blur anunció que actuaría en el estadio de Wembley el 8 de julio de 2023, su primer concierto multitudinario desde 2015. Ansioso por el evento, Albarn dijo: «Realmente nos encanta tocar estas canciones y pensamos que ya era hora de que lo hiciéramos de nuevo». Coxon también declaró: «Tengo muchas ganas de tocar con mis hermanos Blur nuevamente y volver todas esas grandes canciones. Nuestros shows en vivo siempre son increíbles para mí: una buena guitarra y un amplificador al máximo y montones de caras sonrientes». Blur también tuvo previsto actuar en el Castillo de Malahide en Dublín el 24 de junio de 2023 y en el Festival de Beauregard en París el 6 de julio. El 10 de febrero de 2023, en línea con la reunión, la banda colaboró con la marca de ropa Pleasures para lanzar una línea de artículos que conmemoran su álbum Blur de 1997. El 18 de mayo de 2023, el día anterior a su primera presentación completa en vivo en 8 años, Blur anunció un nuevo álbum, The Ballad of Darren, que se lanzó el 21 de julio y publicaron el sencillo principal, «The Narcissist» el día del anuncio. El 29 de junio de 2023, la banda lanzó «St. Charles Square» como segundo sencillo. Blur programó un show en el Øyafestivalen de Oslo el 10 de agosto, el Flow Festival de Helsinki el 13 de agosto y el Summer Sonic Festival de Tokio y Osaka los días 19 y 20 de agosto. El 5 de diciembre, Albarn anunció que Blur iba a hacer otra pausa y dijo: «[Es] hora de concluir esta campaña. Es demasiado para mí». Sin embargo, la banda recibió más tarde una llamada telefónica de la gerencia, que les ofreció tocar en el Coachella de 2024 y que tenían cinco minutos para decidir, lo que llevó a Albarn a posponer la pausa. Blur agregó un espectáculo de preparación en Pomona Fox Theatre con el apoyo de Jockstrap el 10 de abril, los primeros espectáculos del grupo en Estados Unidos desde 2015. La primera semana de actuación de la banda en Coachella, el 13 de abril, atrajo significativamente la atención de los medios por la visible frustración de Albarn por la falta de interacción del público durante la interpretación de «Girls & Boys». Durante la segunda semana de presentación de la banda en Coachella el 20 de abril, Albarn dijo que probablemente era el último show de la banda. A principios de mayo de 2024, se anunció que en julio de 2024 se estrenaría un nuevo documental titulado To the End.

## Influencias, estilo musical y legado
El estilo musical de Blur ha sido descrito como britpop, indie rock, rock alternativo, art pop, art rock, y pop rock. La música de la banda incluye influencias del indie rock y lo-fi. El séptimo álbum de estudio de la banda, Think Tank, pasó a un sonido más electrónico. Algunas de las influencias de la banda incluyen a David Bowie, Bobby Womack, William Onyeabor, The B-52's, The Kinks, Radiohead, Pink Floyd, The Jam y Depeche Mode. En sus días como Seymour, eran una banda de avant-pop «caótica», cuyos primeros conciertos exhibían su formación en la escuela de arte; mientras tanto, Albarn «se inspiró» en Syd Barrett y Julian Cope. La agrupación ha influenciado a varias bandas y artistas, siendo una de las más influyentes del género britpop; entre ellas Beady Eye, Bastille, Cast, Elastica, Gene, Longpigs, Nicky Blitz, Rat Boy, The Cardigans, The Make-Up, Titanic Sinclair, Babybird, y Fun Lovin' Criminals.
Blur también es una de las agrupaciones británicas que aparecieron en el inicio de la caída del grupo británico The Stone Roses, una de sus influencias, junto a Oasis, Suede, The Verve, Pulp, entre otros; mezclando psicodelia pop rock con fuertes guitarras. Siguieron el cambio de imagen a mediados de los noventa, el grupo se erigió como una de las más populares bandas de Reino Unido, proclamándose como herederos de la tradición pop británica de artistas como David Bowie, Rolling Stones, The Walker Brothers, Wire, XTC, The Specials, The Kinks, The Small Faces, The Who, The Jam, Madness, The Smiths y de bandas americanas como The Velvet Underground. En el proceso, el grupo abrió las puertas a una nueva generación de bandas cuyo movimiento se engloba en el britpop. Las letras irónicas de Damon Albarn, el trabajo remarcado de Graham Coxon y la maestría pop del resto del grupo, les concede ser uno de los líderes del britpop. Sin embargo, pronto se vieron atados por él; porque fueron una de sus principales bandas y estuvieron cerca de caer con el movimiento cuando este decaía o ya no interesaba. A través del reinvento de sí mismos, Blur reclamaba su posición como una banda art pop rock en los noventa mediante la incorporación de indie rock e influencias lo-fi procedentes de bandas de los Estados Unidos en el estilo de Pavement o R.E.M., lo cual les dio el difícil reto de triunfar en Norteamérica en 1997. Pero el legado de la banda todavía permanece en Reino Unido, donde ayudaron a reinventar la música pop de guitarras con un enriquecimiento sabio de las tradiciones pop del país.
También Blur salió de Goldsmith's College. Otros alumnos de la escuela son Damien Hirst que trabajó con la banda en un vídeo y con sus miembros en otra banda llamada Fat Les, y Julian Opie, quien creó las imágenes vectoriales realistas usadas en la carátula de la colección de sencillos. El impacto del Goldsmith's College en la banda no puede menospreciarse.

## Discografía
- 1991: Leisure
- 1993: Modern Life Is Rubbish
- 1994: Parklife
- 1995: The Great Escape
- 1997: Blur
- 1999: 13
- 2003: Think Tank
- 2015: The Magic Whip
- 2023: The Ballad of Darren

## Miembros
- Damon Albarn: voz principal, teclados, sintetizadores, guitarras (1988-presente)
- Graham Coxon: guitarra solista, saxofones, clarinete, coros, voz ocasional (1988-2002, 2009-presente)
- Alex James: bajo, contrabajo, coros, voz ocasional (1988-presente)
- Dave Rowntree: batería, percusión, coros, guitarra ocasional (1988-presente)

Miembros en vivo
- Cara Tivey: teclados (1993-1995)
- Mike Smith: saxofón, teclados (1994-presente)
- Diana Gutkind: teclados (1995-2000)
- Simon Tong: guitarras (2003)
- Karl Vanden Bossche – percusión (2003-2015)

## Giras musicales
| - Early Years' Gig (1989-1990) - Leisure Tour (1991-1992) - Rollercoaster Tour (1992) - ‘92 North American Tour (1992) - Sugary Tea Tour (1993) - Modern Life Is Rubbish Tour (1993) - Parklife Tour (1994) - Seaside Tour (1995) - The Great Escape Tour (1995-1996) - Beetlebum Single Tour (1997) | - Blur Tour (1997-1998) - ‘98 Glastonbury Warmup (1998) - 13 Tour (1999) - Singles Night Tour (1999) - Think Tank Tour (2002-2003) - ‘09 Reunion Tour (2009) - 2012 Tour (2012) - 2013/2014 Festival Tour (2013-2014) - The Magic Whip Tour (2015) |